# Dimarella (Dimarella) psammophila
Dimarella (Dimarella) psammophila is een insect uit de familie van de mierenleeuwen (Myrmeleontidae), die tot de orde netvleugeligen (Neuroptera) behoort. 
Dimarella (Dimarella) psammophila is voor het eerst wetenschappelijk beschreven door Stange in 1963.